# Scabiosa velenovskiana
Scabiosa velenovskiana är en tvåhjärtbladig växtart som beskrevs av Jevgenij Grigorjevitj Bobrov. Scabiosa velenovskiana ingår i släktet fältväddar, och familjen Dipsacaceae. Inga underarter finns listade i Catalogue of Life.